# Dagbladet Information
Vous pouvez aider à l'améliorer ou bien discuter des problèmes sur sa page de discussion.
- Il ne cite pas suffisamment ses sources. Vous pouvez indiquer les passages à sourcer avec {{référence nécessaire}} ou {{Référence souhaitée}}, et inclure les références utiles en les liant aux notes de bas de page. (Marqué depuis avril 2024)
- Certaines informations devraient être mieux reliées aux sources mentionnées dans la bibliographie ou les liens externes. Améliorez sa vérifiabilité en les associant par des références. (Marqué depuis avril 2024)
- Il ne s’appuie pas, ou pas assez, sur des sources secondaires ou tertiaires. (Marqué depuis avril 2024)

- Archive Wikiwix
- Bing
- Cairn
- DuckDuckGo
- E. Universalis
- Gallica
- Google
- G. Books
- G. News
- G. Scholar
- Persée
- Qwant
- (zh) Baidu
- (ru) Yandex
- (wd) trouver des œuvres sur Wikidata

Dagbladet Information est un quotidien tabloïd danois.

## Ligne éditoriale
Journal sérieux proposant peu d'image, le Dagbladet Information est un peu comparable au journal français Le Monde.
Il est une référence pour l'élite danoise.

## Historique
Créé par la résistance danoise pendant la Seconde Guerre mondiale, le journal est alors illégal car il n'est pas contrôlé par l'occupant nazi.
Le jour de la libération du pays (5 mai 1945), l'existence du journal devient officielle. 
Le Dagbladet Information est depuis resté indépendant. Avec une diffusion de 20 834 exemplaires et 110 000 lecteurs quotidiens (en 2000), il est l'un des plus petits journaux du pays, notamment en comparaison de Politiken et du Jyllands-Posten.